# تابيو شنايدر
تابيو شنايدر (بالإنجليزية: Tapio Schneider)‏ هو عالم أرصاد أمريكي، ولد في 1972.